# Casarão de Nhonhô Magalhães
O Casarão de Nhonhô Magalhães é uma mansão localizada na esquina da Avenida Higienópolis com a Rua Albuquerque Lins, no número 758, no bairro de Higienópolis, na cidade de São Paulo. Desde 1994, a casa é um patrimônio histórico tombado em nível municipal pelo CONPRESP (Conselho Municipal de Preservação do Patrimônio Histórico, Cultural e Ambiental da Cidade de São Paulo) e estadual pelo CONDEPHAAT (Conselho de Defesa do Patrimônio Histórico, Arqueológico, Artístico e Turístico do Estado de São Paulo).

## História
A residência foi construída para abrigar um dos maiores cafeicultores do Estado de São Paulo, o barão Carlos Leôncio Magalhães, que encomendou o projeto em 1927 pela construtora Siciliano & Silva.
As obras foram concluídas em 1939 e o estilo eclético da casa foi inspirado nos palacetes franceses do século XIX. Nhonhô Magalhães, como era conhecido, faleceu em 1931, antes do término da construção do palacete. A sua mulher, Ernestina Reis Magalhães, e cinco dos seus oito filhos moraram no local durante onze anos, até 1948.
Lendas urbanas afirmam que a casa é amaldiçoada devido à morte de Nhonhô antes do término da construção e posteriormente pela morte de dois de seus filhos. Um teria morrido afogado na banheira e o outro enforcado no lustre do salão principal.

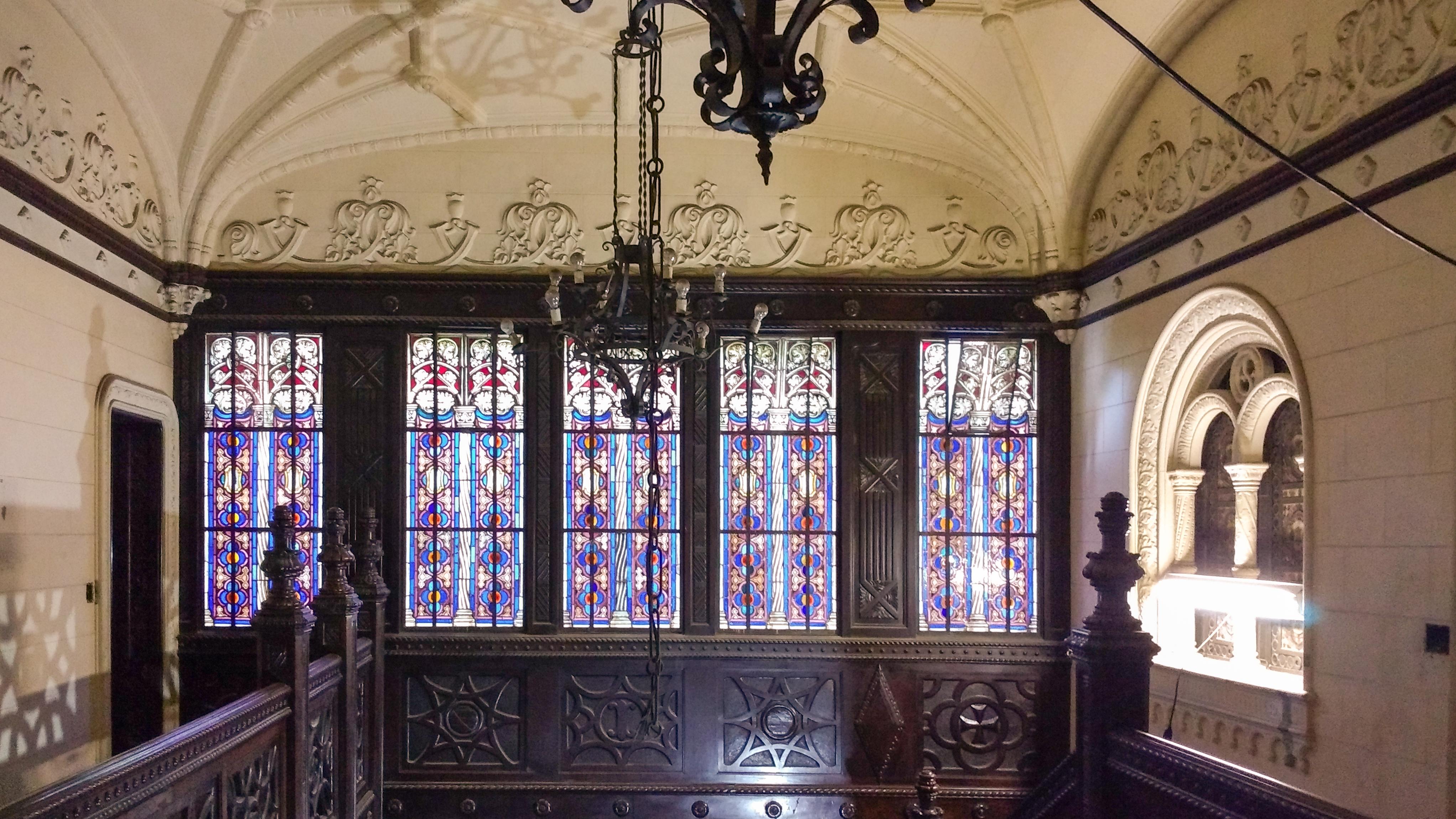
Lustre de ferro fundido instalado no salão principal do Casarão de Nhonhô Magalhães

Em 1974, a casa se tornou a sede da Secretaria de Segurança Pública de São Paulo. Em 2005, o Shopping Pátio Higienópolis, controlado pelo Grupo Malzoni, comprou o imóvel em um leilão do governo estadual. Atualmente, o casarão está fechado à visitação para a conclusão do processo de restauro.

### Carlos Leôncio Magalhães
Carlos Leôncio Magalhães (Araraquara, 1875 – São Paulo, 1931), mais conhecido como Nhonhô Magalhães, foi um rico cafeicultor paulista do início do século XX. Era filho do importante fazendeiro, empresário e político Carlos Baptista de Magalhães e da quatrocentona D. Leôncia de Freitas Magalhães.
A influência da família de sua mãe o fez parte do ciclo de convivência das mais tradicionais famílias paulistas e paulistanas. Seguindo o espírito pioneiro do pai, um dos fundadores da Estrada de Ferro Araraquara, Carlos Leôncio iniciou a sua vida empreendedora ainda jovem quando ajudava a administrar as fazendas de café da família. Logo, adquiriu as suas próprias terras e construiu grandes cafezais.
Considerado o quarto Rei do Café, Nhonhô foi dono de muitas fazendas espalhadas pelo Oeste Paulista. Na cidade de São Paulo, ele encomendou edifícios, arquitetou a primeira garagem arranha-céu do Brasil e inovou com a apresentação do projeto pioneiro de construção das marginais do Tietê e do Pinheiros para conectar a cidade com os municípios vizinhos.
Em 1897, casou-se no Rio de Janeiro com Ernestina Reis de Magalhães (Rio de Janeiro, 1876 - São Paulo, 1968), com quem teve oito filhos. Faleceu no dia 13 de março de 1931, antes de completar 56 anos.
Ao construir o casarão em Higienópolis, Nhonhô Magalhães tinha em mente dar muitas festas. Para isso, ele fez questão de solicitar à construtora o estabelecimento de espaços específicos para apresentações musicais, recitais de poesia e saraus.

## Características Arquitetônicas
O palacete de Nhonhô Magalhães foi construído em um terreno arborizado com mais de 7 mil m² e representa a europeização do modo de viver da elite brasileira do início do século XX.
A casa compõe 2.500 m² do total do terreno e conta com cerca de quarenta cômodos espalhados em cinco andares. O estilo clássico francês em que a arquitetura da construção foi baseada fica evidente no coroamento em mansardas (janela disposta no telhado de um edifício para iluminar e ventilar o sótão).

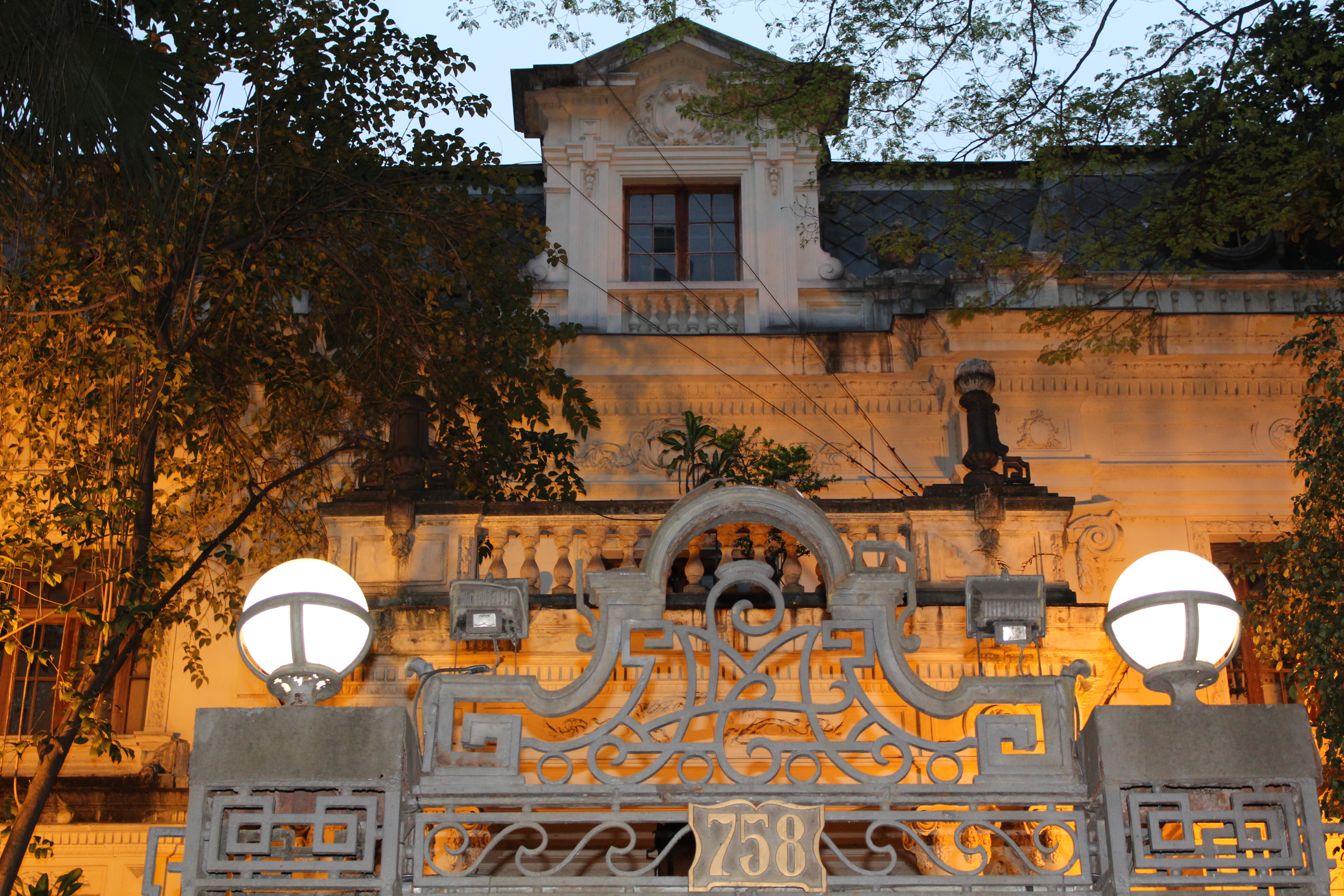
Portão de entrada e varanda principal com coroamento em mansarda

A estrutura externa apresenta uma volumetria quase cúbica, disfarçada pela presença de uma fachada com corpos salientes e ornamentação abundante. O portão principal possui o monograma da família Magalhães. Já na fachada principal, nota-se que pares de colunas jônicas festonadas, típicas da ordem arquitetônica clássica, suportam o corpo da mansão, em especial um terraço cercado de balaustrada.
O corpo central da mansão é marcado por tramos em um ângulo evidenciado graças às pilastras jônicas festonadas de ordem colossal e aos blocos de pedra com ranhuras sobressaídos da superfície. No alto, junto com as mansardas de cobertura metálica, há uma água-furtada ornamentada por frontão (forma similar a um triângulo), presente também no acabamento das fachadas laterais.

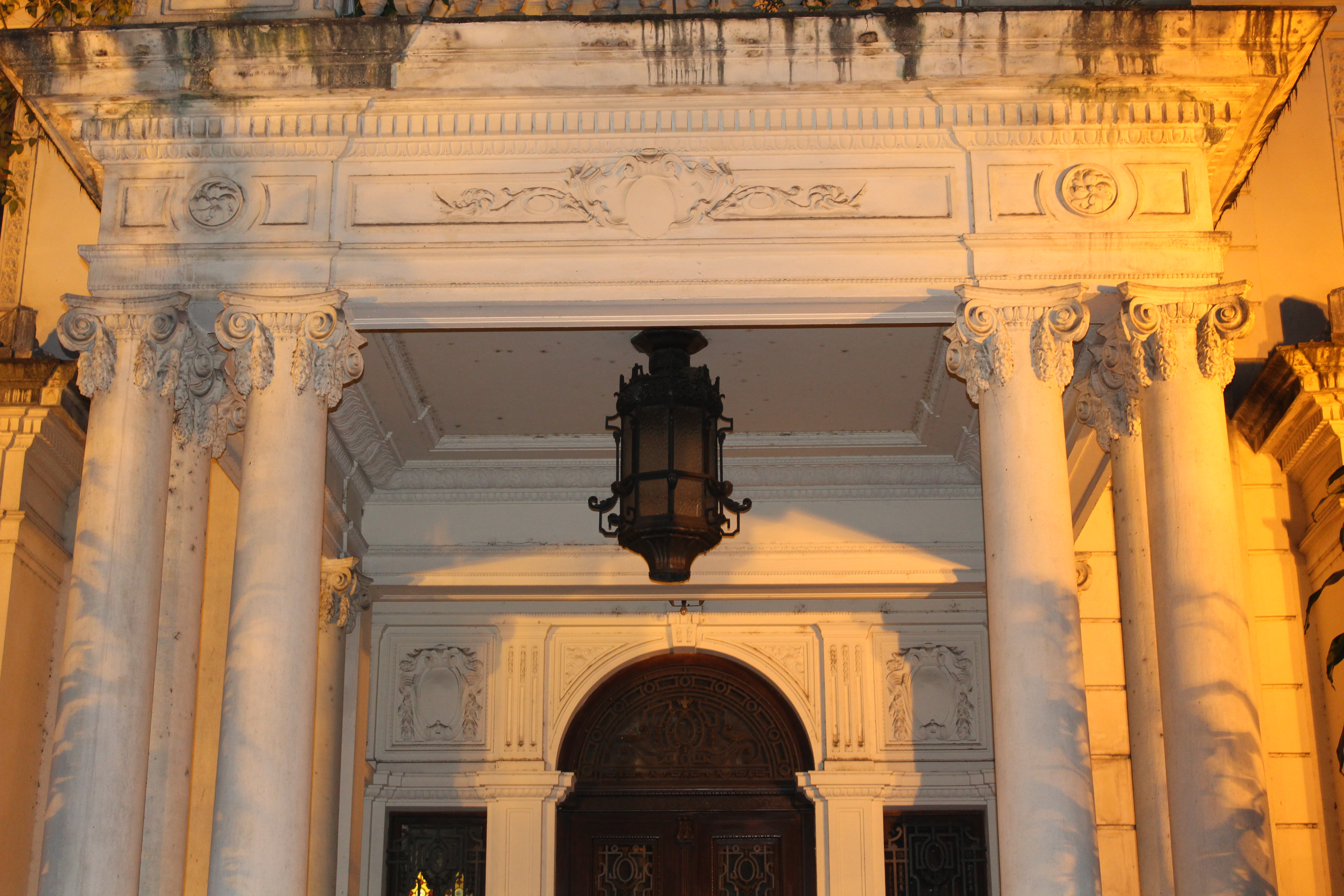
Arquitetura externa da entrada principal. Detalhe para o lustre da construção original no século XX e os pares de colunas jônicas

No interior destacam-se os tetos com detalhes em madeira de lei e decorados em gesso igual ao das ogivas góticas. A atmosfera também é inspirada nos interiores de um castelo medieval, principalmente por conta dos vitrais belgas, dos mosaicos de vidros de Murano e dos lustres de ferro fundido.
Apesar da casa ser inspirada nos palacetes franceses do século XIX, ela comporta ambientes escuros e fastuosos em contraste aos ambientes claros e graciosos típicos do estilo francês. Entre os mobiliários que garantem esta ambiência estão objetos com acabamento em madeira neogóticas, portas e escadas lavradas, uma lareira ornamentada localizada no andar térreo, lustres de bronze, piso de marchetaria e móveis de jacarandá-da-bahia entalhados pelo artista italiano Dinucci.

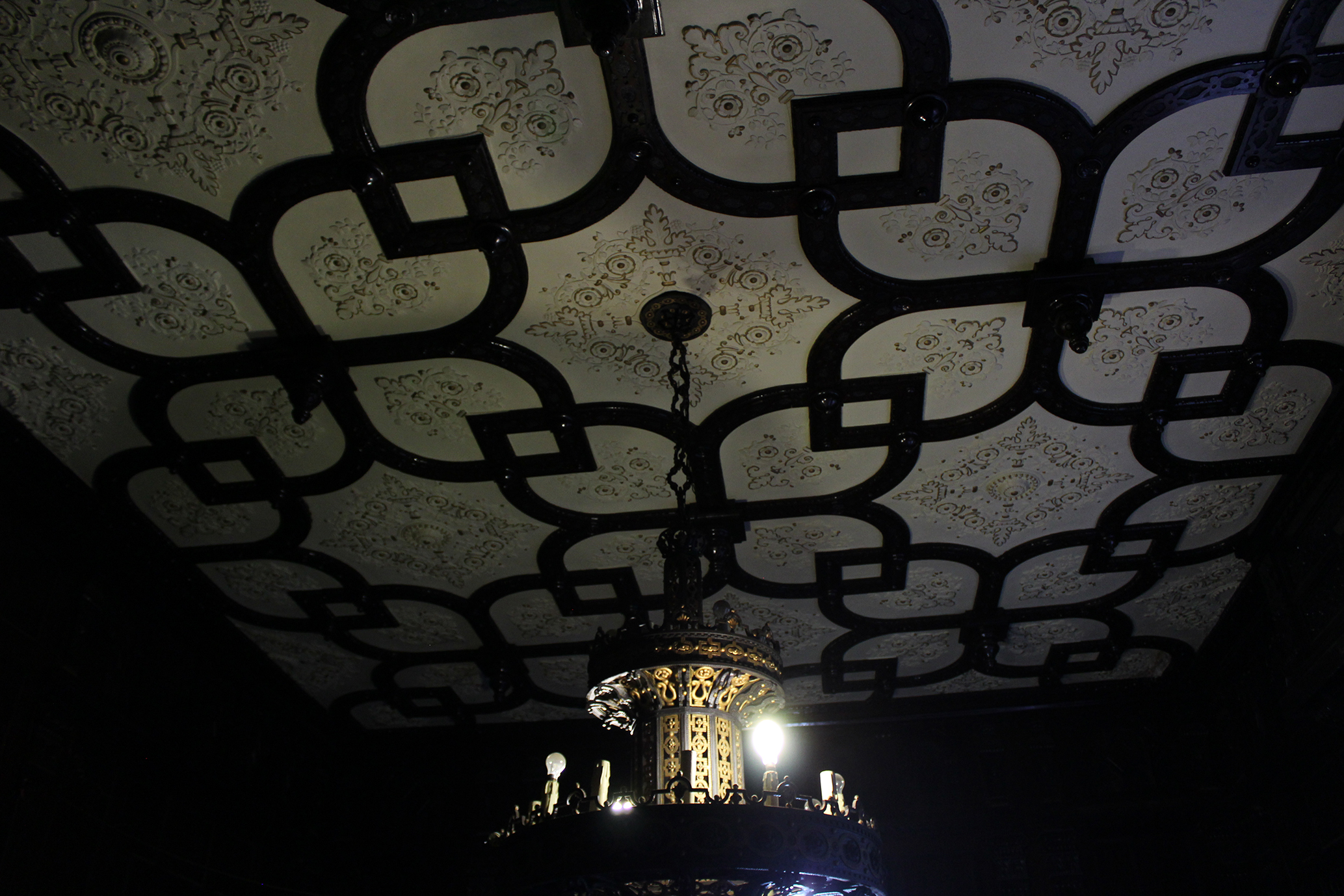
Teto do hall de entrada decorado com madeira de lei e gesso

Do mobiliário original da construção permanece as poltronas neogóticas e um armário de grande porte entalhado de estilo renascentista inglês. No primeiro andar há uma capela inspirada no estilo gótico do Mosteiro dos Jerônimos, de Lisboa. A escada principal possui símbolos religiosos entalhados em sua madeira. No subsolo, encontra-se um anfiteatro, com um palco principal e outro lateral para orquestras menores, de capacidade para 30 espectadores.
Os quartos possuem pinturas que imitam papéis de parede, cada um com um estilo diferente de acordo com os padrões típicos dos castelos franceses, e também passagens secretas que possibilitavam que a família andasse entre os cômodos sem serem vistos pelos hóspedes.

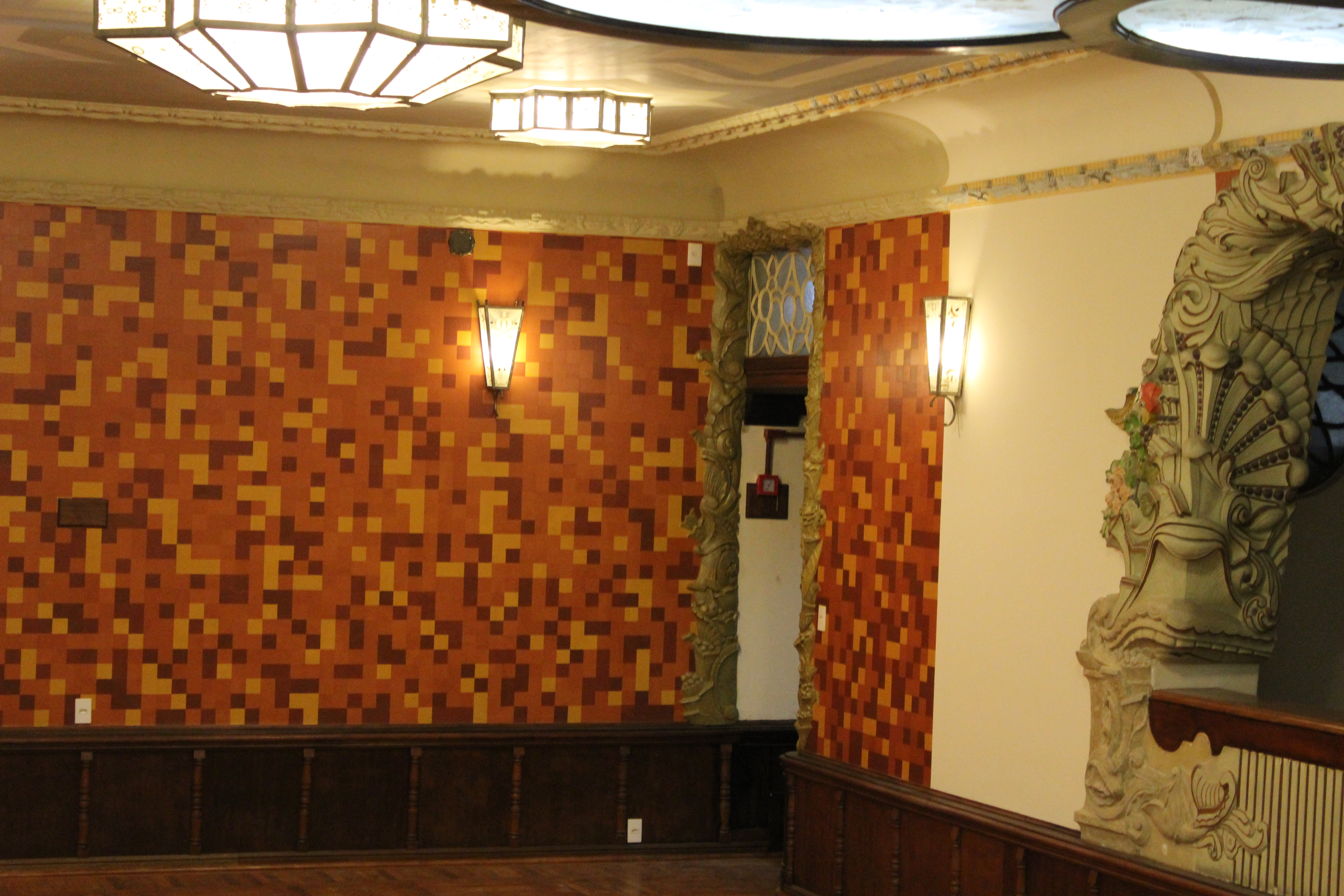
Visão geral do anfiteatro no subsolo da Casa de Nhonhô Magalhães

O hall de entrada guarda o salão nobre dos Magalhães, onde há um balcão em jacarandá construído para apresentações musicais. No porão há uma caixa-forte que funcionava como o cofre da família. Nele, guardavam pratarias e joias raras.
O amplo jardim possui pavimentos originais constituídos de mosaico português e tijolos cerâmicos. Na época da construção, continha árvores frutíferas e um grande viveiro com diferentes espécies de aves. Os terraços são compostos por muretas molduradas e decorado com grandes vasos. A casa é um exemplo da colagem estilística própria do Ecletismo.

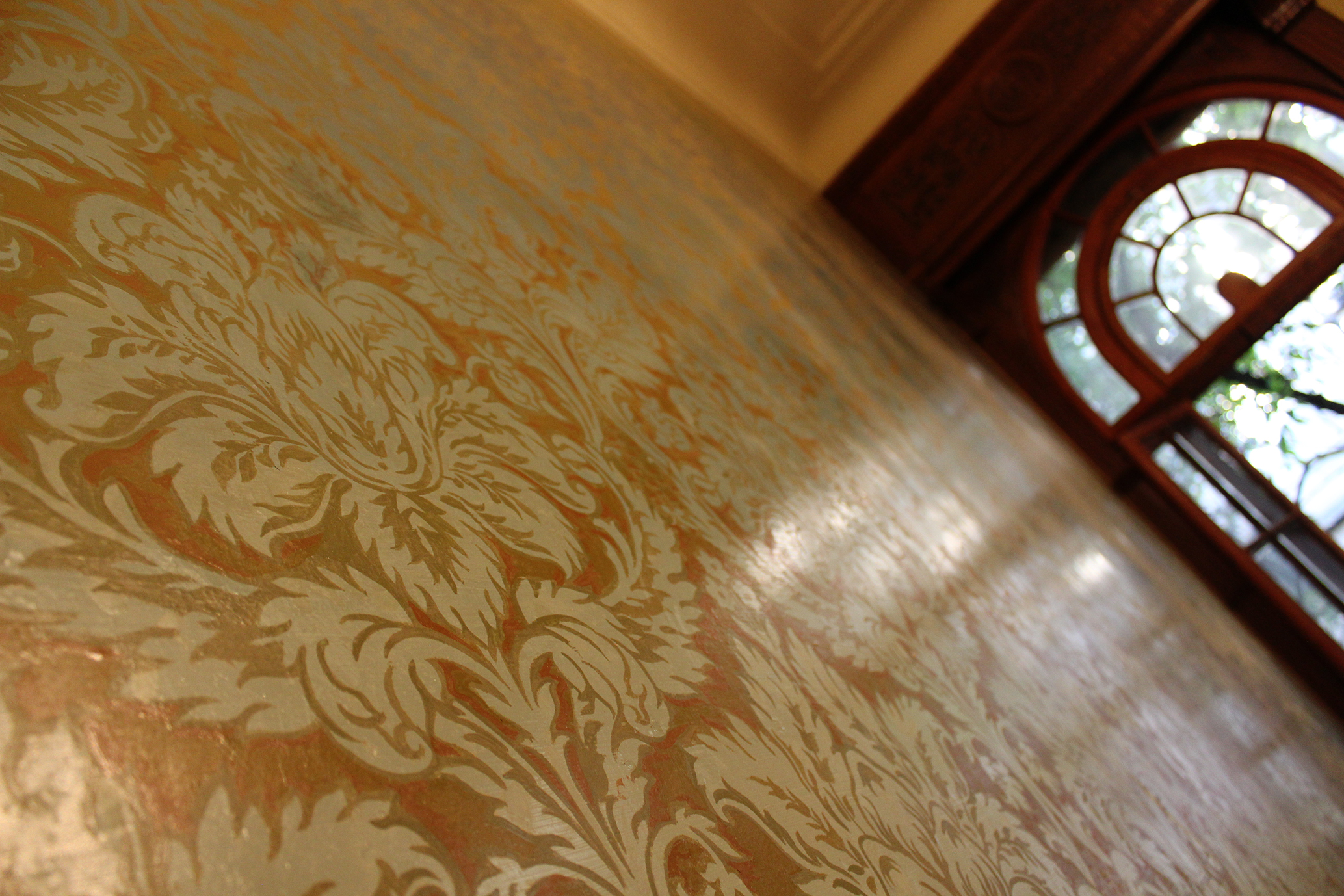
Detalhe da pintura na parede da Sala Piloto localizada no térreo da casa

## Significado Histórico e Cultural
O imóvel é tombado devido a sua importância arquitetônica, ambiental e histórica. O casarão integra a Mancha Higienópolis e é um exemplo das formas de ocupação e separação dos terrenos durante a segunda fase da ocupação urbana do bairro de Higienópolis, que une todas as construções levantadas nos anos de 1900 até a década de 1930.
Esta fase é marcada pela fusão das habitações destinadas à burguesia e à classe média. Em cada construção pertencente à Mancha é possível notar as diferenças na apropriação dos lotes, na maneira de morar e na linguagem arquitetônica escolhida dentro do Ecletismo, que espelha as diversas opções de repertórios ornamentais, partidos arquitetônicos e materiais utilizados.
A Casa de Nhonhô Magalhães registra o período do surgimento das primeiras construções de Higienópolis. O bairro foi projetado a partir do modelo urbanístico usado na Europa e, por isso, apresenta ruas largas e arborizadas. A importância ambiental do patrimônio histórico em questão é também resultado dos recuos frontais e laterais, dos gabaritos simétricos e da densa vegetação arbórea que desbrava todo o terreno.

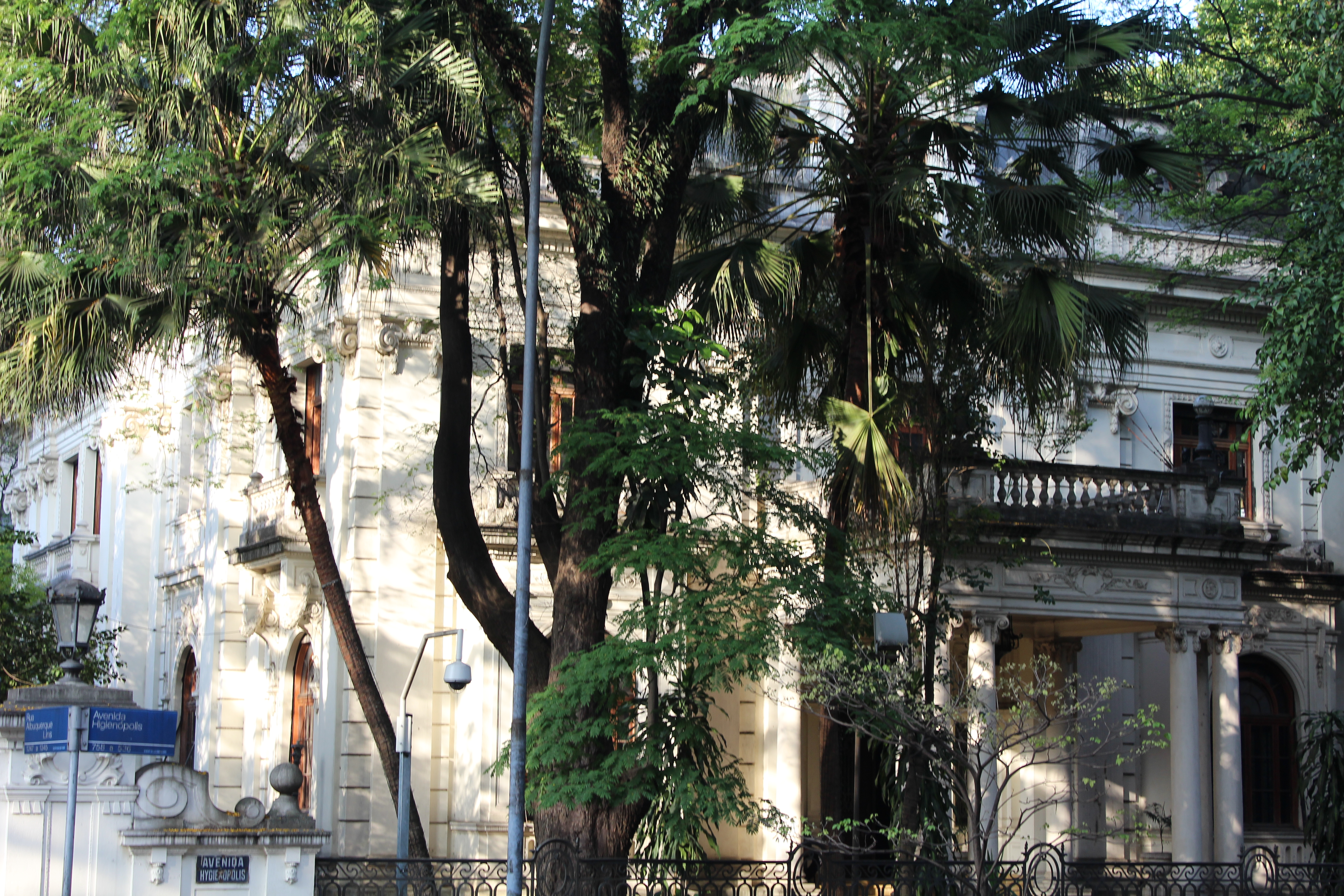
Fachada vista à luz do dia

## Estado atual
O Shopping Pátio Higienópolis, controlado pelo Grupo Malzoni, é o atual dono do Casarão de Nhonhô Magalhães. O imóvel foi arrematado em um leilão promovido pelo governo estadual no ano de 2005 a fim de conseguir dinheiro para capitalizar o projeto Parcerias Público-Privadas (PPPs). O valor pago foi de 19,5 milhões de reais.
Uma das cláusulas do edital de venda previa que após a realização de uma reforma, dois dos cinco andares da casa (537 m² do total de 2.463 m²) deveriam ser cedidos para a instauração de um equipamento público, como um museu, de um equipamento cultural ou de um órgão do governo estadual, como a Secretaria de Estado da Cultura, todos abertos à população.
Conforme combinado em reunião entre o CONPRESP e o Grupo Malzoni, o shopping foi autorizado a usar 33 mil metros quadrados do casarão para aumentar a sua área de serviços. Assim, foi construído uma terceira entrada pela Rua Albuquerque Lins e novas edificações nos fundos do casarão a fim de transformá-lo em um polo cultural.
Desde então, o Casarão de Nhonhô Magalhães permanece em restauro e sem previsão de término dos serviços solicitados. O governo estadual continua na espera pela concessão de uma parte do espaço, como previsto no edital de venda.

## Galeria de Fotos

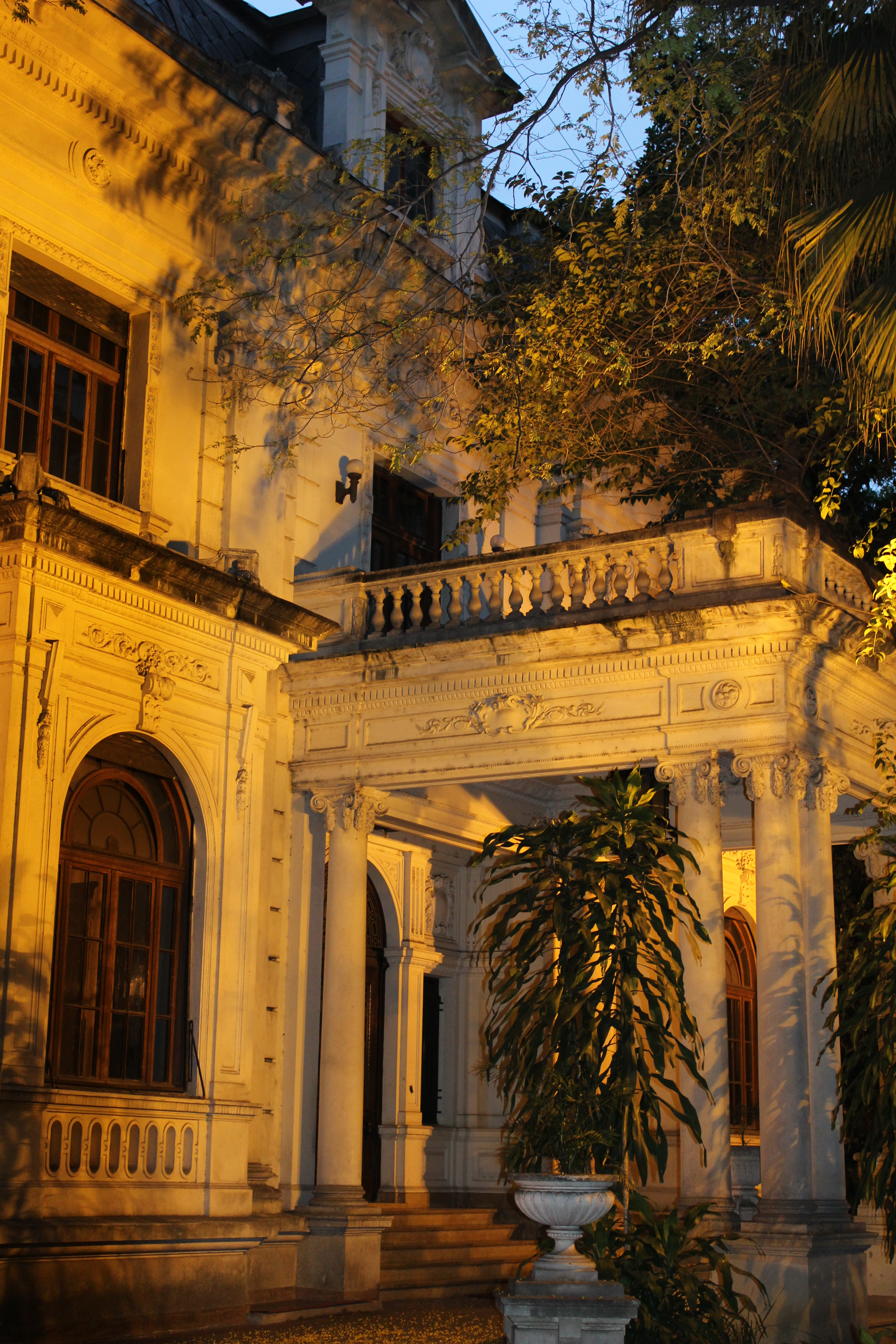
Vista iluminada da lateral esquerda da fachada da Casa de Nhonhô Magalhães
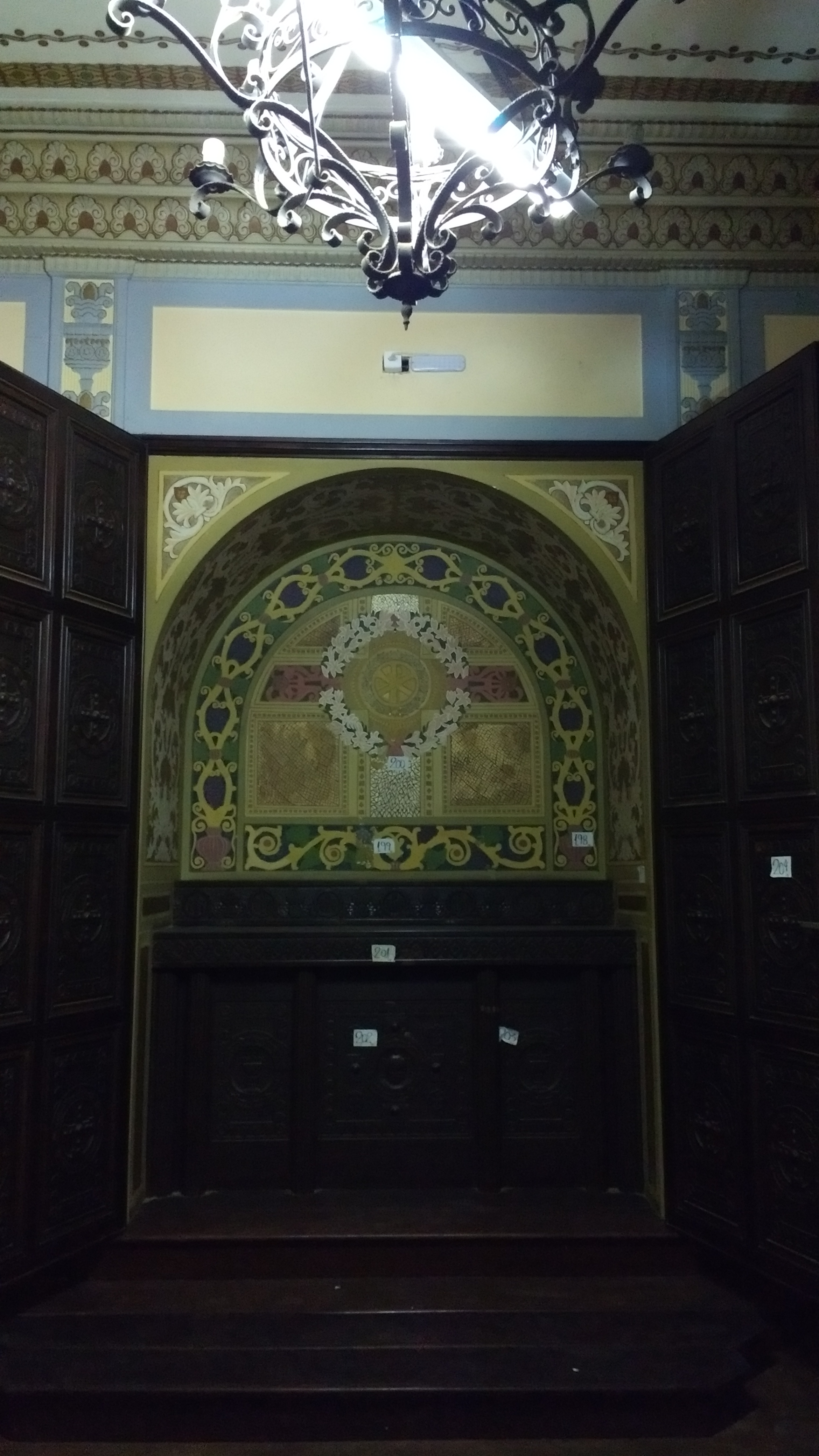
Pequena capela inspirada no Mosteiro dos Jerônimos, de Lisboa, em restauro no andar superior
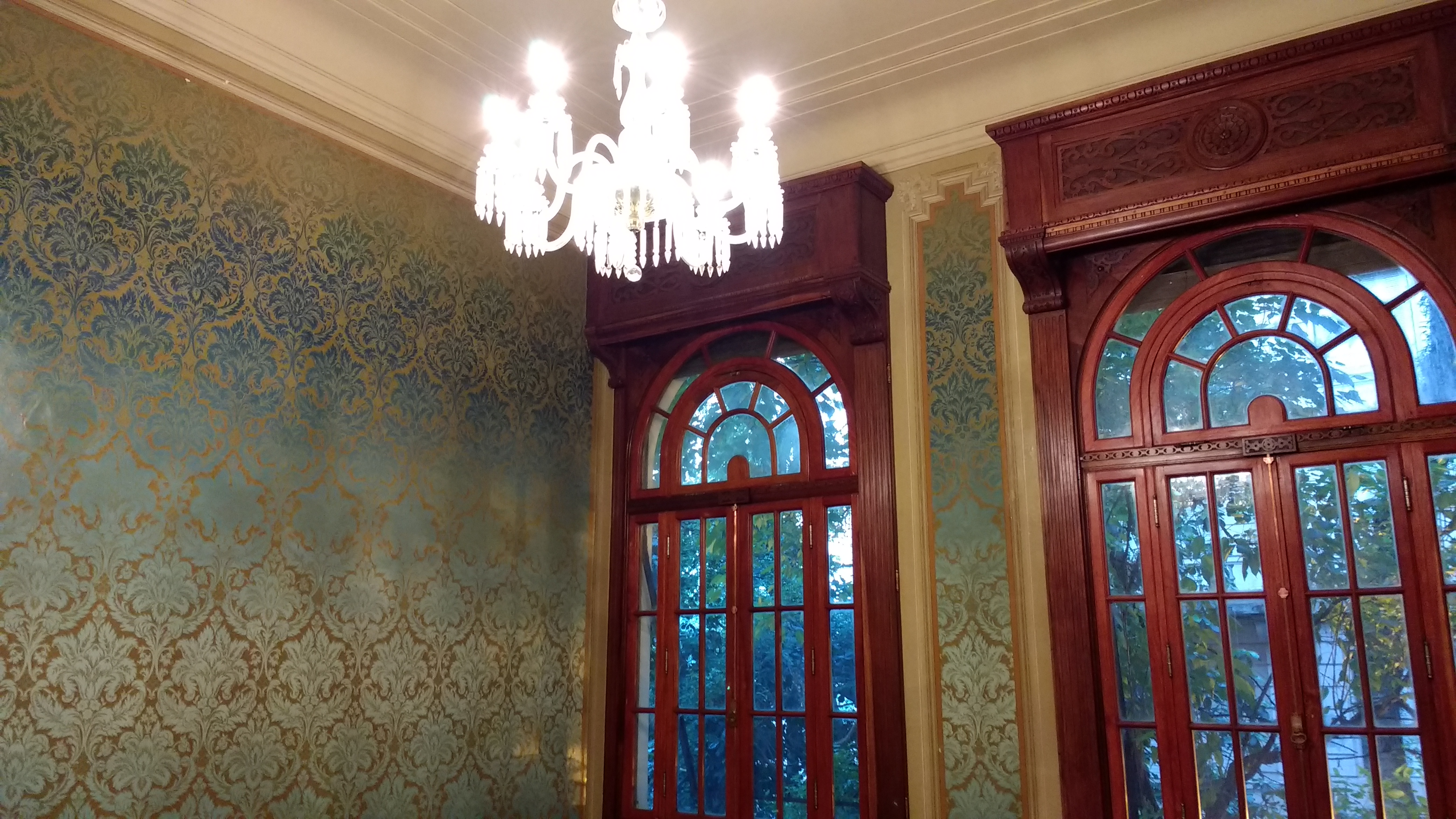
Sala piloto reformada no térreo do casarão